# Al-Chandak al-Gharbi
Al-Chandak al-Gharbi (arab. الخندق الغربي) – miejscowość w Syrii, w muhafazie Hama. W 2004 roku liczyła 1456 mieszkańców.